# Шейгам, Александр Григорьевич
Александр Григорьевич Шейгам (8 мая 1925 — 1 апреля 2007) — доктор экономических наук, профессор. Переводчик и автор работ по скандинавским языкам (в том числе шведско-русского разговорника).

## Биография
Окончил Военный институт иностранных языков и долгое время работал переводчиком-референтом со шведского языка. Свободно владел также норвежским, датским, английским и немецким языками.
А. Г. Шейгам был участником Великой Отечественной войны, за заслуги был награждён орденом Отечественной войны II степени, орденом Красной звезды и 12 медалями.
Член КПСС, заместитель секретаря парторганизации переводческого факультета МГПИИЯ им. Мориса Тореза с 1986 по 1991 год. 
Заведовал кафедрой скандинавских языков, преподавал шведский язык в МГПИИЯ им. Мориса Тореза, а с 1994 г. руководил Центром языковой подготовки и был директором Центра международного сотрудничества «Финляндия — Скандинавия» в РЭА им. Г. В. Плеханова. Был вице-президентом общества содействия Российско-Шведскому сотрудничеству.